# Марковцы (Летичевский район)
Марковцы (укр. Марківці) — село в Летичевском районе Хмельницкой области Украины.
Население по переписи 2001 года составляло 212 человек. Почтовый индекс — 31540. Телефонный код — 3857. Занимает площадь 1,31 км². Код КОАТУУ — 6823081602.

## Местный совет
31540, Хмельницкая обл., Летичевский р-н, с. Горбасов, ул. Центральная, 7

## Люди, связанные с селом
- Владимир (Сабодан) — Митрополит Киевский и всея Украины (1992—2014), уроженец села.
- В часовне-усыпальнице на приходском кладбище села похоронен русский генерал Лидерс (1790—1874).